# Александра Турецкі
Александра Турецкі (20 вересня 1994) — швейцарська плавчиня.
Учасниця Олімпійських Ігор 2016 року.